# Krusa stellata
Krusa stellata is een hooiwagen uit de familie Sclerosomatidae.